# Jacksonville (Illinois)
Jacksonville é uma cidade localizada no estado americano de Illinois, no Condado de Morgan.

## Demografia
Segundo o censo americano de 2000, a sua população era de 18.940 habitantes.
Em 2006, foi estimada uma população de 19.448, um aumento de 508 (2.7%).

## Geografia
De acordo com o United States Census Bureau tem uma área de
26,7 km², dos quais 26,2 km² cobertos por terra e 0,5 km² cobertos por água. Jacksonville localiza-se a aproximadamente 186 m acima do nível do mar.

## Localidades na vizinhança
O diagrama seguinte representa as localidades num raio de 16 km ao redor de Jacksonville.